# Französische Grammatik
Mit „französische Grammatik“ (frz.: grammaire française, grammaire de la langue française, grammaire du français) bezeichnet man 1. die Grammatik der französischen Sprache und 2. ein Werk, in dem diese Grammatik beschrieben wird.
Man unterscheidet:
1. Die deskriptive Grammatik der französischen Sprache, die den jeweiligen Sprachstand des Französischen zu einem gewissen Zeitpunkt beschreibt (synchrone Sprachbetrachtung).
2. Die historische Grammatik der französischen Sprache, die die historische Entwicklung der grammatikalischen Formen und Strukturen des Französischen beschreibt (diachrone Sprachbetrachtung).
3. Die Textgrammatik der französischen Sprache, die auf der Grundlage der Textlinguistik nicht nur eine deskriptive Beschreibung der französischen Sprache gibt, sondern nach Harald Weinrich[1] darüber hinaus, anstatt das Einzelwort oder den Einzelsatz zum Ausgangspunkt der Untersuchung zu machen, sich an umfassenderen Sinneinheiten ausrichtet, wie sie in Texten (in der Bedeutung, die die Textlinguistik dem Wort Text verleiht) vorkommen.

Der vorliegende Artikel gibt im Wesentlichen eine deskriptive Darstellung der Grammatik der modernen französischen Sprache.

## Syntax

### Wortstellung im Aussage- und Fragesatz
Die Grundwortstellung im Satz ist Subjekt-Verb-Objekt (SVO), ähnlich wie in den anderen romanischen Sprachen und dem Englischen.
Im Fragesatz kann die Grundwortstellung beibehalten werden und die Frage durch Intonation kenntlich gemacht werden:
- Vous êtes gentils. – [↘ vuˌzɛtʒɑ̃ˈti] – Ihr seid freundlich.
- Vous êtes gentils ? – [↗ vuˌzɛtʒɑ̃ˈti] – Seid ihr freundlich?

Die zweite Methode der Fragesatzbildung besteht darin, dem Aussagesatz ein est-ce que voranzustellen. Es handelt sich um die neutralste Frageform und kann in jedem Sprachregister, ob umgangssprachlich oder leicht gehoben, verwendet werden. Sollte ein Fragewort den Satz einleiten, steht dieses vor est-ce que.
- Il est six heures. – [↘ ilɛsiˈzœʁ] – Es ist sechs Uhr.
- Est-ce qu’il est six heures ? – [↗ ɛskilɛsiˈzœʁ] – Ist es sechs Uhr?

- Quoi ? – [↗ kwa] – Was?/Wie?
- Qu’est-ce que c’est ? – [↗ kɛskəˈsɛ] – Was ist das?
- Qu’est-ce que le tiers état ? – [↗ kɛskəˈ...] – Was ist der dritte Stand?

Die dritte Möglichkeit der Fragestellung ist die Inversion, also die Umkehrung der Satzstellung von Personalpronomen und dazugehörigem Verb:
- Qu’est-ce que vous faites ? – [↗ kɛskəvuˈfɛt] – Was machen Sie?/Was macht ihr?

wird zu
- Que faites-vous ? – [↗ kəfɛtˈvu] – Was machen Sie?/Was macht ihr?

- Est-ce qu’il est six heures ? – [↗ ɛskiˌlɛsiˈzœʁ] – Ist es sechs Uhr?

wird zu
- Est-il six heures ? – [↗ ɛˌtilsiˈzœʁ] – Ist es sechs Uhr?

### Verneinung
Die Verneinung wird mit verschiedenen Verneinungswörtern gebildet, die die Art des verneinten Gegenstands angeben („rien“ – nichts / „personne“ – niemand etc.), zusammen mit einem einheitlichen, vorausgehenden Element „ne“ (das aber in der gesprochenen Sprache oft wegfällt).
- ne … pas – nicht
- ne … rien – nichts
- ne … jamais – nie, niemals
- ne … personne – niemanden
- ne … plus – nicht mehr
- ne … pas du tout – gar nicht, überhaupt nicht
- ne … pas encore – noch nicht
- ne … pas non plus – auch nicht
- ne … ni...ni – weder...noch
- ne … aucun(e) – überhaupt kein(e)
- ne … nulle part – nirgendwo
- ne … que – nur, erst

„Ne“ steht vor dem finiten Verb, „pas“ etc. dahinter. In den zusammengesetzten Zeiten (z. B. passé composé) wird also das finite Hilfsverb von der Verneinung eingerahmt, das Vollverb folgt außerhalb dieser Klammerstruktur.
Beispiele:
- Il ne vient pas „Er kommt nicht“.
- Il n’est pas venu „Er ist nicht gekommen“.
- Tu n’as rien fait „Du hast nichts getan“.

In Infinitivkonstruktionen stehen beide Verneinungselemente vor dem Verb:
- pour ne pas se faire remarquer „um nicht bemerkt zu werden“.

Vor Vokalen und h muet (stummes h) wird ne apostrophiert:
- Je n’ai jamais fumé. – [ʒənɛˌʒamɛfyˈme] – Ich habe nie geraucht.
- Je n’habite pas ici. – [ʒənabitˈpa(z)isi] – Ich wohne nicht hier.

„Ne“ wird in der Umgangssprache oft weggelassen. Beispiel: Il fume pas „Er raucht nicht“.

## Substantiv

### Genera
Bei französischen Substantiven gibt es zwei grammatikalische Genera (Geschlechter), das männliche und das weibliche (das lateinische Neutrum existiert nur noch in Resten); das auffälligste Genuskennzeichen ist der dem Genus entsprechende Artikel. Anders als in den übrigen romanischen Sprachen ist es schwer, das Genus des Substantivs anhand der Wortendungen herauszufinden, wenn man die Etymologie eines Wortes nicht kennt. So sind die Wörter garçon ‚Junge‘, poisson ‚Fisch‘ und hérisson ‚Igel‘ männlich (masculin), die Wörter chanson ‚Lied‘, leçon ‚Lektion‘ und boisson ‚Getränk‘ weiblich (féminin).
Anders als im Deutschen (z. B. das Mädchen) haben Substantive mit natürlichem Geschlecht im Französischen auch immer das entsprechende grammatikalische Geschlecht (la fille).
Das Geschlecht eines französischen Wortes stimmt oft nicht mit dem Geschlecht des entsprechenden Wortes in anderen Sprachen überein, vor allem bei nicht nahe verwandten Sprachen wie dem Deutschen.
- la lune (f.) – [laˈlyn] – der Mond (m.)
- le soleil (m.) – [ləsɔˈlɛj] – die Sonne (w.)

Da es vom lateinischen Neutrum im Französischen nur noch Reste gibt (unpersönliches il (= es) (Bsp.: il pleut), ce, cela (= dies) (Bsp.: c’est / ce sont), le (= es) (Bsp.: je le sais)), können Wörter, die im Deutschen das sächliche Geschlecht haben, im Französischen somit nur männlich oder weiblich sein. Substantivierte Adjektive sind männlich, also le beau ‚das Schöne‘.
Das Substantiv amour ist im Singular männlich, im Plural jedoch meist weiblich. Beispiele: «Je n’arrive pas à oublier mon premier amour» „Ich kann meine erste Liebe nicht vergessen.“ und «On revient toujours à ses premières amours», wörtlich: „Man kehrt immer zu seinen alten Lieben zurück“, „Alte Liebe rostet nicht.“
gens – Leute ist von Hause aus maskulin, ein vorangestelltes (!) Adjektiv wird aber an das ursprüngliche, aus dem Lateinischen ererbte Genus (→ < lat. gens, gentis f) angeglichen (Bsp.: les petites gens).

### Artikel
Es gibt im Französischen drei Artikel:
- den bestimmten Artikel (l’article défini): le (männlich = m), la (weiblich = f), l’ (für männliche und weibliche Substantive, die mit einem Vokal oder einem stummen h beginnen. Der Plural heißt für beide Geschlechter les.

Beispiele: le livre „das Buch“, la maison „das Haus“ l’enfant (m) „das Kind“, l’échelle (f) „die Leiter“, l’hôtel (m) „das Hotel“
- den unbestimmten Artikel (l’article indéfini): un (männlich), une (weiblich).

Beispiele: un livre „ein Buch“, une maison „ein Haus“, un enfant „ein Kind“, une échelle „eine Leiter“.
- den Teilungsartikel (l’article partitif): du (männlich), de la (weiblich), de l’ (männlich und weiblich für Substantive, die mit einem Vokal beginnen), des (Plural für beide Geschlechter).

Beispiele: du pain „Brot“ (eine unbestimmte Menge), de la viande „Fleisch“, de l’eau „Wasser“, des maisons (f) „Häuser“, des jardins (m) „Gärten“.

### Pluralbildung
Wie im Englischen und Spanischen wird in den meisten Fällen im Plural ein s ans Wortende gehängt, das in der Aussprache im Allgemeinen stumm bleibt. Zwischen Artikel und Substantiv wird gebunden (liaison).
- l’heure – [lœʁ] – die Stunde
- les heures – [leˈzœʁ] – die Stunden

Substantive, die in der Einzahl auf -eau enden, bilden den Plural mit x. Wörter auf -al enden im Plural auf -aux. Beispiele: le journal „die Zeitung“, les journaux „die Zeitungen“. Ausnahmen: le festival, les festivals. Bei Substantiven, die in der Einzahl auf s, z oder x enden, sind Einzahl- und Mehrzahlform identisch.
- la voix – [laˈvwa] – die Stimme
- les voix – [leˈvwa] – die Stimmen

Einen unregelmäßigen Plural haben die Wörter œil ‚Auge‘ und œuf [œf] ‚Ei‘: les yeux ‚die Augen', les œufs [lezø] ‚die Eier‘.
Letzten Endes kennzeichnet meist also nur der Artikel in der Aussprache den Unterschied zwischen Einzahl und Mehrzahl.
- le livre rouge – [ləlivʁəˈʁuʒ] – das rote Buch
- les livres rouges – [lelivʁəˈʁuʒ] – die roten Bücher

## Pronomina

### Personalpronomen
| Person | Personalpronomen                                     | être ‚sein‘ |
| ------ | ---------------------------------------------------- | ----------- |
| 1. Sg. | je                                                   | suis        |
| 2. Sg. | tu                                                   | es          |
| 3. Sg. | il ‚er, es (für Impersonalia)‘, elle ‚sie‘, on ‚man‘ | est         |
| 1. Pl. | nous                                                 | sommes      |
| 2. Pl. | vous ‚ihr; Sie‘                                      | êtes        |
| 3. Pl. | ils, elles                                           | sont        |

### Objektpronomen
| Person | direktes Objektpronomen | indirektes Objektpronomen |
| ------ | ----------------------- | ------------------------- |
| 1. Sg. | me ‚mich‘               | me ‚mir‘                  |
| 2. Sg. | te ‚dich‘               | te ‚dir‘                  |
| 3. Sg. | le ‚ihn, es‘, la ‚sie‘  | lui ‚ihm, ihr‘            |
| 1. Pl. | nous ‚uns‘              | nous ‚uns‘                |
| 2. Pl. | vous ‚euch; Sie‘        | vous ‚euch; Ihnen‘        |
| 3. Pl. | les ‚sie‘               | leur ‚ihnen‘              |

1. 1 2  Neutral.
2. ↑  Das französische Pronomen on (< lat. homō – Mann; Mensch; vgl. das deutsche man) entspricht nicht dem deutschen es, sondern es kann, je nach Kontext, mit ‚man‘ oder mit ‚wir‘  übersetzt werden. Allerdings gilt das Ersetzen von nous durch on als umgangssprachlich.
3. 1 2 3  vous entspricht nicht nur dem deutschen ihr, sondern auch dem Höflichkeits-Sie. Im Französischen schreibt man es klein.
4. ↑  Zwischen dem Französischen und dem Deutschen besteht im Hinblick auf die 3. Person Plural der Unterschied, dass elles gewählt werden muss, wenn die gemeinten Objekte nur aus weiblichen Substantiven bestehen. Handelt es sich bei den Objekten jedoch um nur männliche oder um weibliche und männliche Substantive, benutzt man ils.

Verben mit direktem und indirektem Objekt:
direkt:
aider, attendre, craindre, croire (quelqu'un), raconter, rappeler, rencontrer, suivre.
Die Pronomen sind: me, te, le/la, nous, vous, les.
indirekt:
s’attendre, croire (à quelque chose), demander, s’intéresser, parler, penser, réfléchir, renoncer, répondre.
Die Pronomen sind: me, te, lui, nous, vous, leur.
Verben mit être:
rester, partir, sortir, retourner, revenir, passer, tomber, descendre, monter, rentrer,
entrer, arriver, aller, venir.
Alle reflexiven Verben werden auch mit être gebildet.
Das Partizip wird immer an das Subjekt, nie an das Objekt angepasst.
Verben mit avoir:
appeler, avoir, battre, boire, connaître, courir, croire, devoir, dormir, écrire, tenir.
Das Partizip wird an ein ggf. vorausgehendes direktes Objekt (sehr oft in Form eines Objektpronomens oder eines Relativpronomens) angepasst, nie an das Subjekt.
Die verbundenen Objektpronomina (me, te, se etc.) und die Adverbialpronomina (y, en) stehen i. d. R. vor der konjugierten Verbform.
Beim Vorhandenseins eines Infinitivs hinter einer (i. d. R. konjugierten) Verbform steht das (verbundene) Objektpronomen vor der Verbform, zu der es vom Sinn her gehört; nach Modalverben stehen sie somit vor dem Infinitiv:
Je dois l’appeler.
Aber: Je la vois venir.

#### Adverbialpronomen
Adverbialpronomen sind y und en.
y bezeichnet Ortsangaben, die nicht mit de eingeleitet werden.
y bezeichnet indirekte Objekte, die mit à, chez, dans eingeleitet werden, und Sachen, nie Personen.
en bezeichnet Ortsangaben, die mit de eingeleitet werden.
en bezeichnet indirekte Objekte nur bei Sachen, nie bei Personen.

#### Reihenfolge der Objekt- und Adverbialpronomen
Hier findet sich die übliche Darstellung der Reihenfolge aller Objekt- und Adverbialpronomen im Satz.
| Person     | Objektpronomen | Objektpronomen | Objektpronomen | Adverbialpronomen | Adverbialpronomen |
| ---------- | -------------- | -------------- | -------------- | ----------------- | ----------------- |
| 1. Sg.     | me             | le, la, les    | lui, leur      | y                 | en                |
| 2. Sg.     | te             | le, la, les    | lui, leur      | y                 | en                |
| 3. Sg./Pl. | se             | le, la, les    | lui, leur      | y                 | en                |
| 1. Pl.     | nous           | le, la, les    | lui, leur      | y                 | en                |
| 2. Pl.     | vous           | le, la, les    | lui, leur      | y                 | en                |

### Hervorhebung der Personalpronomen
| Person | Indirektes Objektpronomen | Zur Hervorhebung benutztes Pronomen |
| ------ | ------------------------- | ----------------------------------- |
| 1. Sg. | me                        | moi                                 |
| 2. Sg. | te                        | toi                                 |
| 3. Sg. | lui                       | lui, elle1)                         |
| 1. Pl. | nous                      | nous2)                              |
| 2. Pl. | vous                      | vous                                |
| 3. Pl. | leur                      | eux, elles1)                        |

1) Die Hervorhebung der Pronomen elle/elles durch die Umwandlung in „elle elle“/„elles elles“ kommt nur in der gesprochenen Sprache vor.
2) Bei der Hervorhebung setzt man immer das Personalpronomen „on“ hinter das hervorhebende „nous“ wie folgt: Nous, on a joué au football. = „Wir haben Fußball gespielt.“
Da die Pronomen als einzige in der französischen Sprache dekliniert werden, existieren auch Beugungen wie die indirekten Objekte. Beispiel: Tu me donnes un cadeau. = „Du gibst mir ein Geschenk.“
Im Französischen werden die Pronomen, genau wie im Spanischen, innerhalb des Satzes manchmal hervorgehoben, wenn sie besonders betont (auch unverbundene, selbstständige Personalpronomen, im Gegensatz zu den unbetonten, verbundenen Personalpronomen) werden sollen oder ein Widerspruch zwischen den Handlungen verschiedener Subjekte deutlich gemacht werden soll. Dies tut man, indem man die Hervorhebung vor das Personalpronomen setzt. Im Beispiel wird der Satz „Je suis allé(e) à l’école“ (= Ich bin in die Schule gegangen) dargestellt.
| Satz ohne Hervorhebung     | Satz mit Hervorhebung           | Übersetzung der Hervorhebung                                     |
| -------------------------- | ------------------------------- | ---------------------------------------------------------------- |
| Je suis allé(e) à l’école. | Moi, je suis allé(e) à l’école. | Ich bin in die Schule gegangen (im Gegensatz zu jemand anderem). |

### Demonstrativbegleiter
Die Demonstrativbegleiter lauten ce (mask.) und cette (fem.). Männliche Nomen, die mit einem unausgesprochenen Laut wie h oder einem Vokal beginnen, erhalten das Pronomen cet. Diese Regelung ist nur für männliche Nomen gültig, bei den weiblichen wird immer cette verwendet. Der Demonstrativbegleiter der Mehrzahl ist grundsätzlich ces.
| Zahl     | für Maskulin | für Feminin |
| -------- | ------------ | ----------- |
| Singular | ce, cet      | cette       |
| Plural   | ces          | ces         |

Demonstrativbegleiter besitzen eine begleitende Funktion: J’aime bien cet ordinateur. – „Ich mag diesen Computer.“
Hinter das Nomen können wahlweise -ci (hier) oder -là (dort) angehängt werden. Diese präzisieren die Aussage. 
Beispiel: „Ce livre-là.“ (= jenes Buch) ist ungleich „Ce livre-ci“ (= dieses Buch).

### Demonstrativpronomen
Demonstrativpronomen werden nicht nur als Artikel genutzt, sondern sie ersetzen das Nomen. Anders als sonst unterscheidet man hier in drei Geschlechtern.
| Zahl     | Maskulin | Feminin | Unbestimmt |
| -------- | -------- | ------- | ---------- |
| Singular | celui    | celle   | ce         |
| Plural   | ceux     | celles  | ce         |

Um diese Demonstrativpronomen genauer zu bestimmen, kann man ein -ci oder ein -là (bzw. ein ci oder ein la, wenn es sich um das unbestimmte (neutrale) Demonstrativpronomen handelt (→ ceci, cela)) an das jeweilige Pronomen anhängen. Ci beschreibt nahe Objekte, wohingegen là weiter entfernt gelegene Objekte beschreibt.
Das dadurch entstandene cela wird in der Umgangssprache häufig durch ein ça ersetzt.
Beispiele: „Quel livre préfères-tu?“ – „Je préfère celui-ci.“ – „Ich bevorzuge dieses (hier).“ 
 „Quelles chansons aimes-tu le mieux ?“ – „J'aime bien celles-là.“ – „Ich mag jene (dort) gerne.“ 
 „Que ont-ils dit ?“ – „Ils ont dit ceci.“ – „Sie haben dies (hier) gesagt.“

### Possessivbegleiter
Die Possessivbegleiter stehen immer vor dem Wort, auf das sie sich beziehen. Der Begleiter richtet sich nach zwei Dingen: der besitzenden Person, zu dem er gehört, und dem Genus und Numerus des Bezugswortes. Der Begleiter hängt nicht vom Genus der besitzenden Person ab: Beispielsweise ist für eine besitzende 3. Person Singular bei femininem Bezugswort im Singular der Begleiter "sa", egal ob die besitzende Person grammatisch maskulin, feminin oder unbestimmt ("on") ist. Als Possessivbegleiter in der französischen Sprache gelten:
| Person | für Mask. Sg. | für Fem. Sg. | für Pl. (m/f) |
| ------ | ------------- | ------------ | ------------- |
| 1. Sg. | mon           | ma           | mes           |
| 2. Sg. | ton           | ta           | tes           |
| 3. Sg. | son           | sa           | ses           |
| 1. Pl. | notre         | notre        | nos           |
| 2. Pl. | votre         | votre        | vos           |
| 3. Pl. | leur          | leur         | leurs         |

Durch eine Ausnahmeregelung muss man vor Nomen, die mit einem Vokal oder h anfangen, den Possessivbegleiter für männliche Substantive setzen, auch wenn diese weiblich sind. Beispiel: mon amie = meine Freundin.

### Possessivpronomen
Possessivpronomen ersetzen genau wie Demonstrativpronomen ein Nomen und sind diesem nicht vorangestellt. Diese Possessivpronomen sind nach Person und Anzahl zu deklinieren.
|        | Singular | Singular  | Plural     | Plural      |
| Person | Maskulin | Feminin   | Maskulin   | Feminin     |
| ------ | -------- | --------- | ---------- | ----------- |
| 1. Sg. | le mien  | la mienne | les miens  | les miennes |
| 2. Sg. | le tien  | la tienne | les tiens  | les tiennes |
| 3. Sg. | le sien  | la sienne | les siens  | les siennes |
| 1. Pl. | le nôtre | la nôtre  | les nôtres | les nôtres  |
| 2. Pl. | le vôtre | la vôtre  | les vôtres | les vôtres  |
| 3. Pl. | le leur  | la leur   | les leurs  | les leurs   |

Beispiel: „Est-ce que c'est ton livre?“ – „Oui, c'est le mien“

## Das Adjektiv
Die meisten Adjektive stehen nach dem Substantiv, auf das sie sich beziehen:
| C’est un livre intéressant. | Das ist ein interessantes Buch. |

Einige Adjektive stehen allerdings vor dem jeweiligen Substantiv. Dazu gehören beispielsweise bon, grand, petit, joli, autre, mauvais, gros, beau, nouveau, vieux.
| Elle a un grand livre.                                                      | Sie hat ein großes Buch. |
| Elle a de grands livres. (Bei vorgestellten Adjektiven wird aus „des“ „de“) | Sie hat große Bücher.    |

Je nachdem, welches Geschlecht das Substantiv hat, wird das Adjektiv verändert:
| Singular             | Singular     | Plural       | Plural        |
| männlich             | weiblich     | männlich     | weiblich      |
| -------------------- | ------------ | ------------ | ------------- |
| grand (groß)         | grande       | grands       | grandes       |
| joli (hübsch)        | jolie        | jolis        | jolies        |
| blanc (weiß)         | blanche      | blancs       | blanches      |
| visible (sichtbar)1) | visible      | visibles     | visibles      |
| intelligent          | intelligente | intelligents | intelligentes |

1) Adjektive, die bereits in der männlichen Form im Singular die Endung -e besitzen, bekommen in der weiblichen Form kein weiteres -e angehängt und Adjektive, die bereits im Singular die Endung -s oder -x besitzen, bekommen im Plural kein weiteres -s angehängt.
Bei der Bildung der femininen Formen können durch sprachhistorische Entwicklungen (v. a. im Altfranzösischen) bedingte Unregelmäßigkeiten auftreten, wie zum Beispiel bon – bonne (gut) (n wird zu nn, damit man es aussprechen kann); fou – folle (verrückt) (auslautendes l wurde zu u, vgl. Kastell ↔ Château); blanc – blanche (weiß) (c vor lat. a wurde ch, vgl. lat. caro ↔ chair Fleisch); bref – brève (kurz) (das Altfrz. war auslautverhärtend); faux – fausse (falsch) (x wurde zu ss, um zu betonen).
Komplett unveränderlich sind einige Farbadjektive, insbesondere solche, die aus zwei anderen Farbadjektiven gebildet sind (Beispiel: bleu-vert [blaugrün]) oder aus einem Farbadjektiv und einem verdeutlichenden Zusatz (Beispiel: rouge sang [blutrot]), und die meisten, die von einem Substantiv abgeleitet sind (Beispiele: marron (kastanienbraun, vom Substantiv marron, Kastanie), orange (orange, vom Substantiv orange, Orange)). Ebenso unveränderlich ist super (super).
Außerdem ist bei beau, nouveau und vieux zu beachten, dass sie eine dritte Form haben, wenn sie vor einem maskulinen Nomen stehen, das mit Vokal oder h beginnt; so heißt es: beau, bel, belle – nouveau, nouvel, nouvelle – vieux, vieil, vieille.

### Steigerung
Anders als im Deutschen wird das französische Adjektiv nicht durch Endungen gesteigert, sondern indem man das Wort „plus“ (= mehr) davorsetzt. Beispiel: profond → plus profond = tief → tiefer. Das deutsche Wort „als“, mit dessen Hilfe ein Vergleich beschrieben wird, lautet im Französischen „que“. Beispiel: Je suis plus grand que mon frère. = „Ich bin größer als mein Bruder.“ Zu den Ausnahmen gehören bon → meilleur (= gut → besser) oder mauvais → pire (= schlecht → schlechter).
Der Superlativ entspricht dem Komparativ, ergänzt durch den bestimmten Artikel vor „plus“. Beispiel: C’est la plus grande personne du monde. = „Das ist die größte Person der Welt.“
Außerdem hat man im Französischen die Möglichkeit, Ausdrücken wie „sehr gut“, „sehr groß“ oder „sehr reich“ eine eigene Form zu verleihen. Dazu hängt man manchmal -issime an das Adjektiv, also riche (reich) → richissime (steinreich). Diese Form ist über das Italienische aus dem lateinischen Superlativ entlehnt, der allerdings auch schon in dieser Bedeutung, d. h. als absoluter Superlativ, verwendet wurde.

## Verb

### Person
Wie alle indogermanischen Sprachen unterscheidet das Französische drei Personen. Die erste Person ist die sprechende, die zweite die angesprochene, und die dritte die besprochene Person. On bedeutet nicht nur ‚man‘, sondern auch umgangssprachlich ‚wir‘. Bei der 3. Person im Plural wird ils für reine Gruppen männlicher Personen und für Gruppen mit männlichen und weiblichen Personen verwendet, elles wird für reine Gruppen weiblicher Personen benutzt. Als Höflichkeitsform wird die 2. Person Plural vous verwendet.

### Infinitive
Offiziell sind die französischen Verben ihrer Endung nach in drei regelmäßige Gruppen unterteilt. Die 1. Gruppe enthält die Verben auf -er (90 % aller Verben, oder ungefähr 4320) außer „aller“, die zweite die, die auf -ir enden und in der 1. Person Plural die Endung „-issons“ haben, (ungefähr 300, mit oder ohne Stammerweiterung) und die dritte die Verben auf -re (ungefähr 180) und alle anderen möglichen Endungen (z. B. -oir, -eindre, -endre etc.)

### Hilfsverben
Die wichtigsten Hilfsverben (frz. [verbes] auxiliaires) sind être ‚sein‘ und avoir ‚haben‘. Im Unterschied zum Spanischen wird avoir im Französischen auch im Sinne von ‚besitzen‘ eingesetzt. Mithilfe dieser beiden Hilfsverben lassen sich Zeitformen wie das Perfekt bilden; die Nutzung von avoir oder être hängt vom einzelnen Verb ab, jedoch werden transitive Verben immer mit avoir benutzt und reflexive immer mit être.

### Partizipien
Das Französische kennt drei Partizipien (frz. participes), d. h. das Partizip Präsens (participe présent), das Partizip Perfekt (participe passé) und das zusammengesetzte Partizip (Partizip I + Partizip II). Das Präsenspartizip wird geformt, indem man die Infinitivendung entfernt und stattdessen -ant anhängt. Bei Verben wie placer [plase] ‚platzieren‘ wird aus Gründen der Lauterhaltung die Cedille ç verwendet: plaçant [plasɑ̃], sonst müsste die Buchstabenfolge <ca> als [ka] ausgesprochen werden.
Das Perfektpartizip entspricht dem des Deutschen, also placer → placé ‚platziert‘. Das dritte wird hergestellt, indem man das Präsenspartizip des Verbs avoir (→ ayant) und das Perfektpartizip hintereinander schreibt; Beispiel: placer → ayant placé. Dieses zusammengesetzte Partizip wird als Vorzeitigkeitsform relativ zum Verb im Hauptsatz verwendet.

### Gerundium
Das Gerundium (frz. gérondif) wird mit der Präposition en ‚in‘ und der sogenannten ant-Form gebildet: en plaçant. Es ist formengleich mit dem Partizip Präsens (participe présent) weil in der historischen Entwicklung das lateinische Gerundium mit dem Partizip Präsens zusammengefallen ist. Es drückt selbst keine Zeit aus, befindet sich aber immer auf derselben zeitlichen Stufe wie der zugehörige Hauptsatz. Es drückt eine Gleichzeitigkeit (temporaler Gebrauch), eine Absicht (instrumenteller Gebrauch) oder eine Möglichkeit (konditioneller Gebrauch) aus. Der Satz Elle sort de la chambre en claquant la porte hat im Deutschen die Übersetzung „Sie verlässt türenschlagend das Zimmer“ (temporal).
Dem Satz En claquant la porte elle énervait les voisins entspricht der deutsche Satz „Indem sie (immer) die Tür zuschlug verärgerte sie die Nachbarn“ (instrumentell). „Wenn du die Tür zuschlägst machst du sie kaputt“ kann im Französischen als En claquant la porte tu l’abîmeras wiedergegeben werden. Denselben Zweck erfüllt der Bedingungssatz Si tu claques la porte, tu l’abîmeras.

### Modi

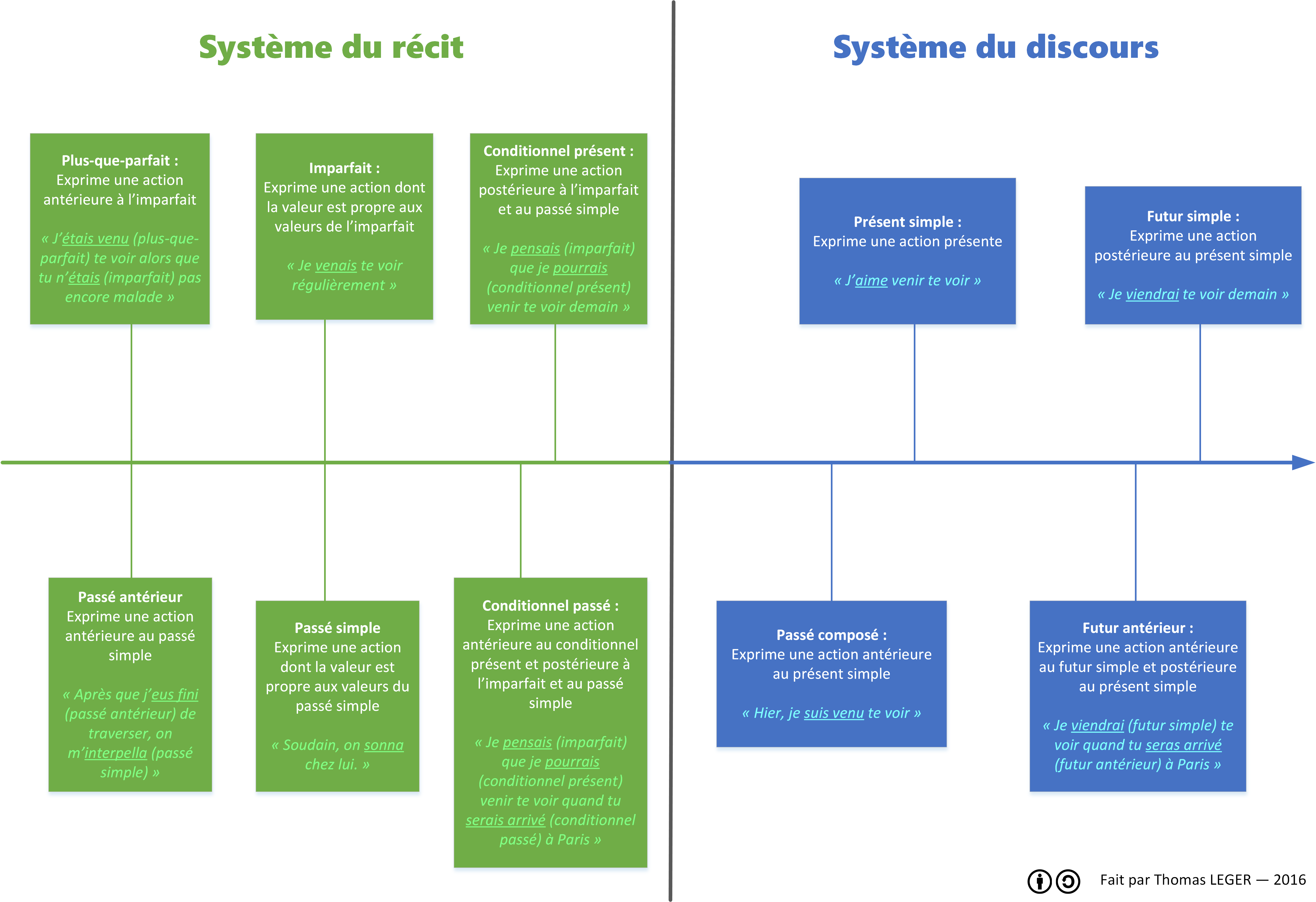
Schematische Darstellung der Funktion der Zeiten im französischen Indikativ

Im Französischen gibt es die Modi Indikativ, Konjunktiv, Konditional und Imperativ.
- Der Indikativ (frz. indicatif) bezeichnet die Handlungen, die in der Realität und Rationalität geschehen. Er kann in sämtlichen Zeiten auftreten.
- Der Konjunktiv bzw. Subjunktiv (frz. subjonctif) kommt am häufigsten in Nebensätzen vor. Er steht obligatorisch nach gewissen Subjunktionen sowie nach Verben der Vorliebe, Abneigung, Willensäußerung, des Zweifels oder der Notwendigkeit. Im Hauptsatz drückt der Konjunktiv einen Wunsch oder eine fürs Folgende vorausgesetzte Annahme aus, manchmal auch die Unsicherheit einer Aussage und grenzt sich damit vom Indikativ ab. Im Modus 'Konjunktiv' existieren nur das Präsens, Perfekt, Imperfekt und Plusquamperfekt. Um den Konjunktiv eines Verbs zu bilden, nimmt man die 3. Person Plural des Präsens Indikativ und formt daraus die Formen des Konjunktiv Präsens. In beiden Modi ist die 3. Person Plural gleich. Als Beispiel zeigt die folgende Tabelle die Bildung des Konjunktivs des unregelmäßigen Verbes venir ‚kommen‘:

| Person       | Indikativ | Person   | Konjunktiv |
| ------------ | --------- | -------- | ---------- |
| je           | viens     | que je   | vienne     |
| tu           | viens     | que tu   | viennes    |
| il, elle, on | vient     | qu’il    | vienne     |
| nous         | venons    | que nous | venions    |
| vous         | venez     | que vous | veniez     |
| ils, elles   | viennent  | qu’ils   | viennent   |

1. ↑  Neutral.
2. ↑  In französischen Konjugationsbüchern wie im Bescherelle wird im Konjunktiv-Modus immer ein que/qu’ ‚dass‘ vor die Pronomen gesetzt. Dies deutet darauf hin, dass das Pronomen und das Verb im Subjonctif grundsätzlich hinter dieser Konjunktion stehen müssen.
3. ↑  Auf die 1. und 2. Person Plural kann man diese Technik nicht anwenden. Stattdessen nimmt man die Indikativform und fügt ein i zwischen den Wortstamm und die Endung.

- Im Konditional (frz. conditionnel) stehen Handlungen, die nur unter bestimmten Bedingungen eintreten. Der Konditional existiert nur als Konditional Präsens (Konditional I) und Konditional Perfekt (Konditional II). Im Englischen gibt es als Pendant die if-Sätze; das Bildungsprinzip der si-Sätze und der if-Sätze ist ähnlich.

Die Zeitenfolge der unten stehenden Bedingungssätze wird mit den Verben venir ‚kommen‘ und être ravi ‚sich freuen‘ gebildet.
1. Realis der Gegenwart (Präsens + Futur I): Si tu viens, je serai ravi.
→ Wenn du kommst, werde ich mich freuen.
2. Irrealis der Gegenwart (Imperfekt + Konditional I): Si tu venais, je serais ravi.
→ Wenn du kämest, würde ich mich freuen.
3. Irrealis der Vergangenheit (Plusquamperfekt + Konditional II): Si tu étais venu(e), j’aurais été ravi.
→ Wenn du gekommen wärst, hätte ich mich gefreut.
- Der Imperativ (frz. impératif) ist die Befehlsform. Auch ihn gibt es sowohl im Präsens als auch im Perfekt, wobei es in beiden Zeiten jeweils drei Imperativformen gibt; sie entsprechen den Personalpronomen tu, nous und vous. Zu Bildung der tu-Form wird bei manchen Stellen das s entfernt, das für die 2. Person Singular im Indikativ Präsens typisch ist. Bei anderen Verben bleibt es jedoch gleich. Für nous und vous sind die Imperative mit den Formen des Indikativ Präsens immer identisch, außer natürlich bei Verben wie „sein“ oder „haben“. Die Formen des Imperativ Perfekt werden mit dem Konjunktiv Präsens des Verbes avoir / être und dem Perfektpartizip gebildet. Die avoir-Imperative sind aie, ayons und ayez.

### Zeiten
Insgesamt existieren in der französischen Sprache die Zeiten Präsens, Perfekt, Imperfekt, Plusquamperfekt, Präteritum, Präteritumperfekt, Passé récent, Futur I, Futur II und Futur proche.
- Das französische Präsens (frz. présent)[A 1] entspricht dem deutschen Präsens zur Bezeichnung der Gegenwart, die Formen sind oft unregelmäßig. Es wird sowohl mündlich als auch schriftlich verwendet. Beispiel: je regarde = ich schaue (→ regarder); je finis = ich beende (→ finir); je vends = ich verkaufe (→ vendre).
- Das Perfekt (frz. passé composé)[A 2] entspricht formal dem deutschen Perfekt und dient generell dazu, abgeschlossene Handlungen auszudrücken. Es wird sowohl mündlich als auch schriftlich verwendet. Es wird gebildet, indem man eine Präsensform von entweder être oder avoir hinter das Pronomen stellt und dann das Partizip Perfekt verwendet. Beispiel: j’ai regardé = ich habe geschaut; j’ai fini = ich habe beendet; j’ai vendu = ich habe verkauft; je suis allé (→ aller).
- Das Imperfekt (frz. imparfait)[A 3] gleicht dem lateinischen imperfectum und hat eine ähnliche Funktion wie das Präteritum (Imperfekt) im Deutschen. Es beschreibt eine unvollendete (sich wiederholende bzw. andauernde) Handlung in der Vergangenheit. Es wird sowohl mündlich als auch schriftlich verwendet. Die Endungen dieser Zeit sind für alle Verbgruppen gleich, wenn auch nicht so einheitlich wie im Englischen, da noch immer Unterschiede zwischen den einzelnen Pronomen bestehen. Beispiel: je regardais = ich schaute; je finissais = ich beendete; je vendais = ich verkaufte.
- Das Plusquamperfekt (frz. plus-que-parfait) ist die normale Vorvergangenheit und entspricht dem deutschen Plusquamperfekt. Es wird sowohl schriftlich als auch mündlich verwendet. Man bildet es, indem man eine Imperfektform von être oder avoir und das Perfektpartizip hinter das Pronomen setzt. Beispiel: j’avais regardé = ich hatte geschaut; j’avais fini = ich hatte beendet; j’avais vendu = ich hatte verkauft.
- Das Präteritum (frz. passé simple)[A 4] ist die ausschließlich schriftsprachliche Haupt-Erzählzeit und wird hauptsächlich auf Geschichte, Fiktion und Märchen beschränkt. Es gilt als die schwierigste aller französischen Zeitformen, was auf die massiv auftretenden Veränderungen der Wortstämme der Verben zurückzuführen ist. Jedoch kommt es auch vor, dass manche Personen mit denen des Präsens identisch sind. Mit dieser Zeit werden Handlungen bezeichnet, die in der Vergangenheit keine Wiederholung besitzen, keinerlei Auswirkungen auf spätere Aktionen haben und in eine lang anhaltende Handlung hereinbrechen. Das passé simple wird nur schriftlich verwendet. Es wird, wie das Imperfekt, ebenfalls mit dem deutschen Präteritum übersetzt. Beispiel: je regardai = ich schaute; je finis = ich beendete; je vendis = ich verkaufte.
- Das Präteritumperfekt (frz. passé antérieur)[A 5] hat zum Präteritum das gleiche Vorzeitigkeitsverhältnis wie das Plusquamperfekt zum Imperfekt und wird ebenfalls nur schriftlich verwendet. Man formt es, indem man être oder avoir ins Präteritum setzt und das Partizip Perfekt hinzufügt. Um es zu übersetzen, verwendet man das deutsche Plusquamperfekt. Beispiel: j’eus regardé = ich hatte geschaut; j’eus fini = ich hatte beendet; j’eus vendu = ich hatte verkauft.
- Das Passé récent verkörpert Handlungen, die kurz vor dem Moment, in dem der Sprecher das Reden anfängt, eingetroffen sind. Die Bildung erfolgt durch eine Präsensform des Verbes venir ‚kommen‘, ergänzt durch die Präposition de und abgeschlossen mit dem Infinitiv. je viens de regarder = ich habe gerade eben geschaut; je viens de finir = ich habe gerade eben beendet; je viens de vendre = ich habe gerade eben verkauft. Wenn der nachfolgende Infinitiv mit einem Vokal beginnt, wird das de zu einem d’, deshalb je viens d’arriver = ich bin gerade eben angekommen.
- Das Futur I (frz. futur) als Zukunftszeit entspricht dem deutschen Futur I, also ist es ein Teil der Zukunftsformen. Es wird sowohl schriftlich als auch mündlich verwendet. Man bildet es, indem man den Infinitiv eines Verbes um eine kleine Nachsilbe ergänzt. Beispiel: je regarderai → ich werde schauen; je finirai = ich werde beenden; je vendrai = ich werde verkaufen.
- Das Futurperfekt (Futur II; frz. futur antérieur) als Vorzukunft entspricht dem deutschen Futur II. Man bildet es, indem man être oder avoir ins Futur I setzt und das Perfektpartizip addiert. Beispiel: j’aurai regardé → ich werde geschaut haben; j’aurai fini = ich werde beendet haben; j’aurai vendu = ich werde verkauft haben.
- Das Konditional kann ebenfalls zeitliche (zukünftige) Bedeutung haben, wenn es in der indirekten Rede verwendet wird, z. B. il dit qu’il partira → ‚er sagt, dass er weggehen werde‘; il a dit qu’il partirait → ‚er sagte, dass er weggehen werde‘
- Von der Form her ähnelt das Futur proche (auch modales Futur genannt) dem deutschen Futur I noch mehr als das französische Futur I. In Konjugationsbüchern wird es, wie das Passé récent, in den Verbtabellen nicht erwähnt, da es keine eigenständige Form ist und von keiner komponierten Zeitform wie z. B. das Perfekt begleitet wird. Im Gegensatz zum Futur I wird das Futur proche meistens nur in der Umgangssprache erwähnt. Man bildet es, indem man eine Präsensform des äußerst unregelmäßigen Verbes aller ‚gehen‘ nimmt und dahinter den Infinitiv setzt. Beispiel: je vais regarder → ‚ich werde schauen‘; je vais finir → ‚ich werde beenden‘; je vais vendre → ‚ich werde verkaufen‘. In den Fällen des Passé récent und Futur proche werden die Verben venir und aller als Halbhilfsverben (frz. semi-auxiliaires) bezeichnet.

### Formenbildung

#### Einfache Zeiten im Aktiv

##### Verben auf -er
| regarder ‚betrachten‘ | regarder ‚betrachten‘ | regarder ‚betrachten‘ | regarder ‚betrachten‘ | regarder ‚betrachten‘ | regarder ‚betrachten‘ | regarder ‚betrachten‘ | regarder ‚betrachten‘ |
| | Präsens               | Imperfekt             | Präteritum            | Futur I               | Konditional I         | Konjunktiv Präsens    | Konjunktiv Imperfekt  |
| --- | --------------------- | --------------------- | --------------------- | --------------------- | --------------------- | --------------------- | --------------------- |
| je | regarde               | regardais             | regardai              | regarderai            | regarderais           | regarde               | regardasse            |
| tu | regardes              | regardais             | regardas              | regarderas            | regarderais           | regardes              | regardasses           |
| il | regarde               | regardait             | regarda               | regardera             | regarderait           | regarde               | regardât              |
| nous | regardons             | regardions            | regardâmes            | regarderons           | regarderions          | regardions            | regardassions         |
| vous | regardez              | regardiez             | regardâtes            | regarderez            | regarderiez           | regardiez             | regardassiez          |
| ils | regardent             | regardaient           | regardèrent           | regarderont           | regarderaient         | regardent             | regardassent          |
| Ebenso: Alle regelmäßigen Verben auf -er |                       |                       |                       |                       |                       |                       |                       |
| acheter ‚kaufen‘ |                       |                       |                       |                       |                       |                       |                       |
| j’ | achète                | achetais              | achetai               | achèterai             | achèterais            | achète                | achetasse             |
| nous | achetons              | achetions             | achetâmes             | achèterons            | achèterions           | achetions             | achetassions          |
| ils | achètent              | achetaient            | achetèrent            | achèteront            | achèteraient          | achètent              | achetassent           |
| Ebenso ein Teil der Verben auf e-Konsonant-er (der andere Teil wird wie appeler konjugiert), z. B. enlever ‚wegnehmen‘ se lever ‚aufstehen‘, relever ‚wieder aufrichten‘, se promener ‚spazieren gehen‘, ramener (jemand) ‚zurückbringen‘, peser ‚wiegen‘             |                       |                       |                       |                       |                       |                       |                       |
| préférer ‚vorziehen‘ |                       |                       |                       |                       |                       |                       |                       |
| je | préfère               | préférais             | préférai              | préférerai            | préférerais           | préfère               | préférasse            |
| nous | préférons             | préférions            | préférâmes            | préférerons           | préférerions          | préférions            | préférassions         |
| ils | préfèrent             | préféraient           | préférèrent           | préféreront           | préféreraient         | préfèrent             | préférassent          |
| Ebenso alle Verben auf é-Konsonant-er, z. B. compléter ‚vervollständigen‘, dessécher ‚austrocknen‘, espérer ‚hoffen‘, exagérer ‚übertreiben‘, s’inquiéter ‚sich beunruhigen‘, (se) protéger ‚(sich) schützen‘, répéter ‚wiederholen‘                                  |                       |                       |                       |                       |                       |                       |                       |
| appeler ‚rufen‘ |                       |                       |                       |                       |                       |                       |                       |
| j’ | appelle               | appelais              | appelai               | appellerai            | appellerais           | appelle               | appelasse             |
| nous | appelons              | appelions             | appelâmes             | appellerons           | appellerions          | appelions             | appelassions          |
| ils | appellent             | appelaient            | appelèrent            | appelleront           | appelleraient         | appellent             | appelassent           |
| Ebenso der andere Teil der Verben auf e-Konsonant-er, z. B. épeler ‚buchstabieren‘, jeter ‚werfen‘ |                       |                       |                       |                       |                       |                       |                       |
| employer ‚verwenden‘ |                       |                       |                       |                       |                       |                       |                       |
| j’ | emploie               | employais             | employai              | emploierai            | emploierais           | emploie               | employasse            |
| nous | employons             | employions            | employâmes            | emploierons           | emploierions          | employions            | employassions         |
| ils | emploient             | employaient           | employèrent           | emploieront           | emploieraient         | emploient             | employassent          |
| Ebenso alle Verben auf -yer, z. B. essayer ‚versuchen‘, payer ‚bezahlen‘, tutoyer ‚duzen‘, envoyer ‚schicken‘ |                       |                       |                       |                       |                       |                       |                       |
| manger ‚essen‘ |                       |                       |                       |                       |                       |                       |                       |
| je | mange                 | mangeais              | mangeai               | mangerai              | mangerais             | mange                 | mangeasse             |
| nous | mangeons              | mangions              | mangeâmes             | mangerons             | mangerions            | mangions              | mangeassions          |
| ils | mangent               | mangeaient            | mangèrent             | mangeront             | mangeraient           | mangent               | mangeassent           |
| Ebenso alle Verben auf -ger, z. B. arranger ‚in Ordnung bringen‘, changer ‚wechseln‘, corriger ‚korrigieren‘, déménager ‚umziehen‘, déranger ‚stören‘, interroger ‚befragen‘, mélanger ‚durcheinanderbringen‘, ranger ‚aufräumen‘, nager ‚schwimmen‘, songer ‚denken‘ |                       |                       |                       |                       |                       |                       |                       |
| commencer ‚anfangen‘ |                       |                       |                       |                       |                       |                       |                       |
| je | commence              | commençais            | commençai             | commencerai           | commencerais          | commence              | commençasse           |
| nous | commençons            | commencions           | commençâmes           | commencerons          | commencerions         | commencions           | commençassions        |
| ils | commencent            | commençaient          | commencèrent          | commenceront          | commenceraient        | commencent            | commençassent         |
| Ebenso alle Verben auf -cer, z. B. relancer ‚bedrängen‘, lacer ‚schnüren‘ |                       |                       |                       |                       |                       |                       |                       |

##### Verben auf -ir
| dormir ‚schlafen‘ | dormir ‚schlafen‘ | dormir ‚schlafen‘ | dormir ‚schlafen‘ | dormir ‚schlafen‘ | dormir ‚schlafen‘ | dormir ‚schlafen‘  | dormir ‚schlafen‘    |
| | Präsens           | Imperfekt         | Präteritum        | Futur I           | Konditional I     | Konjunktiv Präsens | Konjunktiv Imperfekt |
| --- | ----------------- | ----------------- | ----------------- | ----------------- | ----------------- | ------------------ | -------------------- |
| je | dors              | dormais           | dormis            | dormirai          | dormirais         | dorme              | dormisse             |
| tu | dors              | dormais           | dormis            | dormiras          | dormirais         | dormes             | dormisses            |
| il | dort              | dormait           | dormit            | dormira           | dormirait         | dorme              | dormît               |
| nous | dormons           | dormions          | dormîmes          | dormirons         | dormirions        | dormions           | dormissions          |
| vous | dormez            | dormiez           | dormîtes          | dormirez          | dormiriez         | dormiez            | dormissiez           |
| ils | dorment           | dormaient         | dormirent         | dormiront         | dormiraient       | dorment            | dormissent           |
| Ebenso alle Verben auf -ir ohne Stammerweiterung: mentir ‚lügen‘, partir ‚weggehen‘, sentir ‚fühlen, riechen‘, servir ‚(be)dienen‘, sortir ‚hinausgehen‘                                     |                   |                   |                   |                   |                   |                    |                      |
| finir ‚beenden‘ |                   |                   |                   |                   |                   |                    |                      |
| je | finis             | finissais         | finis             | finirai           | finirais          | finisse            | finisse              |
| tu | finis             | finissais         | finis             | finiras           | finirais          | finisses           | finisses             |
| il | finit             | finissait         | finit             | finira            | finirait          | finisse            | finît                |
| nous | finissons         | finissions        | finîmes           | finirons          | finirions         | finissions         | finissions           |
| vous | finissez          | finissiez         | finîtes           | finirez           | finiriez          | finissiez          | finissiez            |
| ils | finissent         | finissaient       | finirent          | finiront          | finiraient        | finissent          | finissent            |
| Ebenso alle Verben auf -ir mit Stammerweiterung: choisir ‚wählen‘, nourrir ‚ernähren‘, punir ‚bestrafen‘, réagir ‚reagieren‘, réfléchir ‚nachdenken‘, réussir ‚gelingen‘, saisir ‚ergreifen‘ |                   |                   |                   |                   |                   |                    |                      |

##### Verben auf -re
| répondre ‚antworten‘ | répondre ‚antworten‘ | répondre ‚antworten‘ | répondre ‚antworten‘ | répondre ‚antworten‘ | répondre ‚antworten‘ | répondre ‚antworten‘ | répondre ‚antworten‘ |
| | Präsens              | Imperfekt            | Präteritum           | Futur I              | Konditional I        | Konjunktiv Präsens   | Konjunktiv Imperfekt |
| --- | -------------------- | -------------------- | -------------------- | -------------------- | -------------------- | -------------------- | -------------------- |
| je | réponds              | répondais            | répondis             | répondrai            | répondrais           | réponde              | répondisse           |
| tu | réponds              | répondais            | répondis             | répondras            | répondrais           | répondes             | répondisses          |
| il | répond               | répondait            | répondit             | répondra             | répondrait           | réponde              | répondît             |
| nous | répondons            | répondions           | répondîmes           | répondrons           | répondrions          | répondions           | répondissions        |
| vous | répondez             | répondiez            | répondîtes           | répondrez            | répondriez           | répondiez            | répondissiez         |
| ils | répondent            | répondaient          | répondirent          | répondront           | répondraient         | répondent            | répondissent         |
| Ebenso: attendre ‚warten‘, correspondre ‚entsprechen‘, descendre ‚aussteigen, hinabsteigen‘, perdre ‚verlieren‘, rendre ‚zurückgeben‘ |                      |                      |                      |                      |                      |                      |                      |

##### Unregelmäßige Verben
| aller ‚gehen‘           | aller ‚gehen‘               | aller ‚gehen‘                 | aller ‚gehen‘ | aller ‚gehen‘                 | aller ‚gehen‘                   | aller ‚gehen‘                 | aller ‚gehen‘        |
|                         | Präsens                     | Imperfekt                     | Präteritum    | Futur I                       | Konditional I                   | Konjunktiv Präsens            | Konjunktiv Imperfekt |
| ----------------------- | --------------------------- | ----------------------------- | ------------- | ----------------------------- | ------------------------------- | ----------------------------- | -------------------- |
| je/j’                   | vais                        | allais                        | allai         | irai                          | irais                           | aille                         | allasse              |
| tu                      | vas                         | allais                        | allas         | iras                          | irais                           | ailles                        | allasses             |
| il/elle                 | va                          | allait                        | alla          | ira                           | irait                           | aille                         | allât                |
| nous                    | allons                      | allions                       | allâmes       | irons                         | irions                          | allions                       | allassions           |
| vous                    | allez                       | alliez                        | allâtes       | irez                          | iriez                           | alliez                        | allassiez            |
| ils/elles               | vont                        | allaient                      | allèrent      | iront                         | iraient                         | aillent                       | allassent            |
| s’asseoir ‚sich setzen‘ |                             |                               |               |                               |                                 |                               |                      |
| je                      | m’assois/m’assieds          | m’assoyais m’asseyais         | m’assis       | m’assoirai m’assiérai         | m’assoirais m’assiérais         | m’assoie/m’asseye             | m’assisse            |
| tu                      | t’assois/t’assieds          | t’assoyais/t'asseyais         | t’assis       | t’assoiras/t’assiéras         | t’assoirais/t’assiérais         | t’assoies/t’asseyes           | t’assisses           |
| il/elle                 | s’assoit/s’assied           | s’asseyait/s’assoyait         | s’assit       | s’assoira/s’assiéra           | s’assoirait s’assiérait         | s’assoie/s’asseye             | s’assît              |
| nous                    | nous assoyons/nous asseyons | nous assoyions/nous asseyions | nous assîmes  | nous assoirons/nous assiérons | nous assoirions/nous assiérions | nous assoyions/nous asseyions | nous assissions      |
| vous                    | vous assoyez/vous asseyez   | vous assoyiez/vous asseyiez   | vous assîtes  | vous assoirez/vous assiérez   | vous assoiriez/vous assiériez   | vous assoyiez/vous asseyiez   | vous assissiez       |
| ils/elles               | s’assoient/s’asseyent       | s’assoyaient s’asseyaient     | s’assirent    | s’assoiront s’assiéront       | s’assoiraient s’assiéraient     | s’assoient/s’asseyent         | s’assissent          |
| avoir ‚haben‘           |                             |                               |               |                               |                                 |                               |                      |
| j’                      | ai                          | avais                         | eus           | aurai                         | aurais                          | aie                           | eusse                |
| tu                      | as                          | avais                         | eus           | auras                         | aurais                          | aies                          | eusses               |
| il/elle                 | a                           | avait                         | eut           | aura                          | aurait                          | ait                           | eût                  |
| nous                    | avons                       | avions                        | eûmes         | aurons                        | aurions                         | ayons                         | eussions             |
| vous                    | avez                        | aviez                         | eûtes         | aurez                         | auriez                          | ayez                          | eussiez              |
| ils/elles               | ont                         | avaient                       | eurent        | auront                        | auraient                        | aient                         | eussent              |
| boire ‚trinken‘         |                             |                               |               |                               |                                 |                               |                      |
| je                      | bois                        | buvais                        | bus           | boirai                        | boirais                         | boive                         | busse                |
| tu                      | bois                        | buvais                        | bus           | boiras                        | boirais                         | boives                        | busses               |
| il/elle                 | boit                        | buvait                        | but           | boira                         | boirait                         | boive                         | bût                  |
| nous                    | buvons                      | buvions                       | bûmes         | boirons                       | boirions                        | buvions                       | bussions             |
| vous                    | buvez                       | buviez                        | bûtes         | boirez                        | boiriez                         | buviez                        | bussiez              |
| ils/elles               | boivent                     | buvaient                      | burent        | boiront                       | boiraient                       | boivent                       | bussent              |
| être ‚sein‘             |                             |                               |               |                               |                                 |                               |                      |
| je/j'                   | suis                        | étais                         | fus           | serai                         | serais                          | sois                          | fusse                |
| tu                      | es                          | étais                         | fus           | seras                         | serais                          | sois                          | fusses               |
| il/elle                 | est                         | était                         | fut           | sera                          | serait                          | soit                          | fût                  |
| nous                    | sommes                      | étions                        | fûmes         | serons                        | serions                         | soyons                        | fussions             |
| vous                    | êtes                        | étiez                         | fûtes         | serez                         | seriez                          | soyez                         | fussiez              |
| ils/elles               | sont                        | étaient                       | furent        | seront                        | seraient                        | soient                        | fussent              |

Unregelmäßig sind z. B. noch:
- apercevoir ‚bemerken‘: aperçois, aperçois, aperçoit, apercevons, apercevez, aperçoivent
- battre ‚schlagen‘: bats, bats, bat, battons, battez, battent
- commencer ‚anfangen, beginnen‘: commence, commences, commence, commençons, commencez, commencent
- conduire ‚fahren, lenken‘: conduis, conduis, conduit, conduisons, conduisez, conduisent
- connaître ‚kennen‘: connais, connais, connaît, connaissons, connaissez, connaissent
- conquérir ‚erobern‘: conquiers, conquiers, conquiert, conquérons, conquérez, conquièrent
- coudre ‚nähen‘: couds, couds, coud, cousons, cousez, cousent
- courir ‚laufen‘: cours, cours, court, courons, courez, courent
- craindre ‚fürchten‘: crains, crains, craint, craignons, craignez, craignent
- croire ‚glauben‘: crois, crois, croit, croyons, croyez, croient
- dire ‚sagen‘: dis, dis, dit, disons, dites, disent
- écrire ‚schreiben‘: écris, écris, écrit, écrivons, écrivez, écrivent
- essayer ‚versuchen‘: essaie/essaye, essaies/essayes, essaie/essaye, essayons, essayez, essaient/essayent
- faire ‚machen‘: fais, fais, fait, faisons, faites, font
- falloir ‚müssen‘: il faut
- fuir ‚fliehen‘: fuis, fuis, fuit, fuyons, fuyez, fuient
- interrompre ‚unterbrechen‘: interromps, interromps, interrompt, interrompons, interrompez, interrompent
- lire ‚lesen‘: lis, lis, lit, lisons, lisez, lisent
- mettre ‚setzen, stellen, legen‘: mets, mets, met, mettons, mettez, mettent
- mourir ‚sterben‘: meurs, meurs, meurt, mourons, mourez, meurent
- offrir ‚anbieten‘: offre, offres, offre, offrons, offrez, offrent (auch couvrir, ouvrir, souffrir)
- ouvrir ‚öffnen‘: ouvre, ouvres, ouvre, ouvrons, ouvrez, ouvrent
- plaire ‚gefallen‘: plais, plais, plaît, plaisons, plaisez, plaisent
- pleuvoir ‚regnen‘: il pleut
- pouvoir ‚können‘: peux, peux, peut, pouvons, pouvez, peuvent
- prendre ‚nehmen‘: prends, prends, prend, prenons, prenez, prennent
- rire ‚lachen‘: ris, ris, rit, rions, riez, rient
- savoir ‚wissen‘: sais, sais, sait, savons, savez, savent
- suffire ‚genügen‘: suffis, suffis, suffit, suffisons, suffisez, suffisent
- suivre ‚folgen‘: suis, suis, suit, suivons, suivez, suivent
- se taire ‚schweigen‘: tais, tais, tait, taisons, taisez, taisent
- tenir ‚halten‘: tiens, tiens, tient, tenons, tenez, tiennent
- vaincre ‚besiegen‘: vaincs, vaincs, vainc, vainquons, vainquez, vainquent
- venir ‚kommen‘: viens, viens, vient, venons, venez, viennent
- vivre ‚leben‘: vis, vis, vit, vivons, vivez, vivent
- voir ‚sehen‘: vois, vois, voit, voyons, voyez, voient
- vouloir ‚wollen‘: veux, veux, veut, voulons, voulez, veulent

#### Zusammengesetzte Zeiten im Aktiv
Zu jeder einfachen Zeit in jedem Modus gibt es eine aus der einfachen Zeit der Hilfsverben être bzw. avoir und dem Partizip Perfekt des Verbs zusammengesetzte Zeit, die der einfachen gegenüber Vorzeitigkeit ausdrückt.

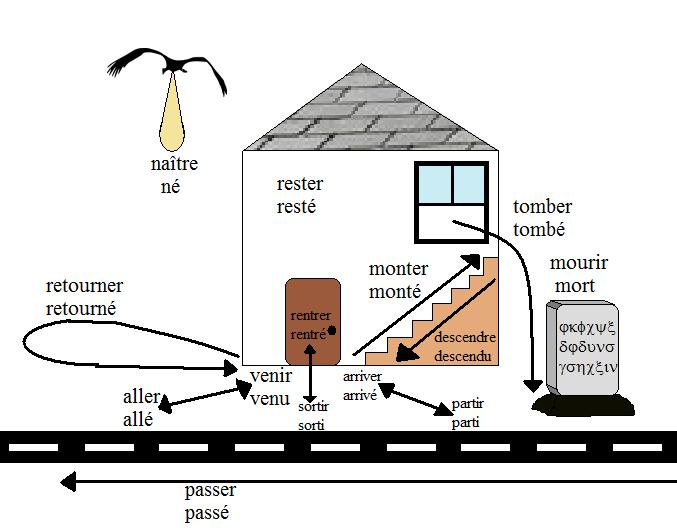
Das „Hausdiagramm“, kann verwendet werden, umzu visualisieren, welche französischen Verben zu être passen.

Auch als englisches Akronym DR and MRS VANDERTRAMPP.
- Devenir – to become – (être) devenu(e)(s)
- Revenir – to come back – (être) revenu(e)(s)

- Monter – to go up – (être) monté(e)(s)
- Rester – to stay – (être) resté(e)(s)
- Sortir – to exit – (être) sorti(e)(s)

- Venir – to come – (être) venu(e)(s)
- Aller – to go – (être) allé(e)(s)
- Naître – to be born – (être) né(e)(s)
- Descendre – to descend – (être) descendu(e)(s)
- Entrer – to enter – (être) entré(e)(s)
- Retourner – to return – (être) retourné(e)(s)
- Tomber – to fall – (être) tombé(e)(s)
- Rentrer – to re-enter – (être) rentré(e)(s)
- Arriver – to arrive – (être) arrivé(e)(s)
- Mourir – to die – (être) mort(e)(s)
- Partir – to leave – (être) parti(e)(s)
- Passer (par) – to pass (by) – (être) passé(e)(s)

| Einfache Zeit        | Zusammengesetzte Zeit      | Bildung der zusammengesetzten Zeit                | Beispiele      | Beispiele         |
| -------------------- | -------------------------- | ------------------------------------------------- | -------------- | ----------------- |
| Präsens              | Perfekt                    | Präsens von être/avoir + Partizip II              | il regarde     | il a regardé      |
| Imperfekt            | Plusquamperfekt            | Imperfekt von être/avoir + Partizip II            | il regardait   | il avait regardé  |
| Präteritum           | Präteritumperfekt          | Präteritum von être/avoir + Partizip II           | il regarda     | il eut regardé    |
| Futur I              | Futur II                   | Futur I von être/avoir + Partizip II              | il regardera   | il aura regardé   |
| Konditional I        | Konditional II             | Konditional I von être/avoir + Partizip II        | il regarderait | il aurait regardé |
| Konjunktiv Präsens   | Konjunktiv Perfekt         | Konjunktiv Präsens von être/avoir + Partizip II   | qu’il regarde  | qu’il ait regardé |
| Konjunktiv Imperfekt | Konjunktiv Plusquamperfekt | Konjunktiv Imperfekt von être/avoir + Partizip II | qu’il regardât | qu’il eût regardé |

### Passiv
Das französische Passiv wird mit einer Form des Verbes être ‚sein‘ und dem Partizip Perfekt gebildet. Das Passiv kann wie im Deutschen nur von transitiven Verben gebildet werden, das heißt mit Verben, die ein direktes Objekt nach sich haben. Beispiel: Les hommes te voient „Die Männer sehen dich“ (voir qn). Tu es vu(e) par les hommes „Du wirst von den Männern gesehen“.
Verben, die das passé composé mit être bilden, sind intransitiv und haben kein Passiv.
| Aktiv | Aktiv  | Aktiv | Aktiv   | Passiv | Passiv | Passiv  | Passiv | Passiv | Passiv   |
| ----- | ------ | ----- | ------- | ------ | ------ | ------- | ------ | ------ | -------- |
| Les   | hommes | te    | voient. | Tu     | es     | vu(e)1) | par    | les    | hommes.  |
| Die   | Männer | dich  | sehen.  | Du     | wirst  | gesehen | von    | den    | Männern. |

1) Das Anhängen des e ist nur nötig, wenn sich „tu“ auf eine weibliche Person bezieht.
Alle Zeitformen des Aktivs finden sich auch im Passiv wieder:
- Präsens: il est regardé
- Imperfekt: il était regardé
- Perfekt: il a été regardé
- Plusquamperfekt: il avait été regardé
- nahes Futur: il va être regardé
- Futur I: il sera regardé
- Futur II: il aura été regardé
- Präteritum: il fut regardé
- Präteritumperfekt: il eut été regardé
- Konditional I: il serait regardé
- Konditional II: il aurait été regardé
- Konjunktiv Präsens: qu’il soit regardé
- Konjunktiv Perfekt: qu’il ait été regardé

Das Partizip Perfekt wird immer an das Subjekt angeglichen, wenn dieses feminin bzw. feminin plural bzw. maskulin plural ist.
Beispiel:
- La reine est aimée par tous ses sujets.
- Les cambrioleurs ont été arrêtés par la police.

## Das Zahlensystem
Das Zahlensystem des Standardfranzösischen ist teilweise ein Vigesimalsystem, in dem Zwanzig als Grundzahl für die Zahlen 80 bis 99 dient. Z. B. wird die Zahl 80 als quatre-vingts (vier-zwanzig) bezeichnet. Außerdem gibt es eigene Ausdrücke für die Zahlen von Null bis 16 (seize; auf Deutsch nur bis „zwölf“), die weiteren Zahlen werden dann im Wesentlichen wie im Deutschen gebildet (dix-sept, siebzehn).
| 0     | 1           | 2          | 3           | 4        | 5      | 6     | 7        | 8        | 9        |
| zéro  | un          | deux       | trois       | quatre   | cinq   | six   | sept     | huit     | neuf     |
| 10    | 11          | 12         | 13          | 14       | 15     | 16    | 17       | 18       | 19       |
| dix   | onze        | douze      | treize      | quatorze | quinze | seize | dix-sept | dix-huit | dix-neuf |
| 20    | 21          | 22         | 23          | …        | …      | …     | …        | …        | …        |
| vingt | vingt-et-un | vingt-deux | vingt-trois | …        | …      | …     | …        | …        | …        |

Bis 69 geht es wie bei 20 regelmäßig weiter mit trente (30), quarante (40), cinquante (50) und soixante (60).
Ab 60 folgen Zwanzigerschritte: die Zahlen 70, 80 und 90 werden als soixante-dix (60+10), quatre-vingts (4*20) und quatre-vingt-dix (4*20+10) bezeichnet.
| 60               | 61                | 62                 | 63                  | … | 69                    |
| soixante         | soixante-et-un    | soixante-deux      | soixante-trois      | … | soixante-neuf         |
| 70               | 71                | 72                 | 73                  | … | 79                    |
| soixante-dix     | soixante-et-onze  | soixante-douze     | soixante-treize     | … | soixante-dix-neuf     |
| 80               | 81                | 82                 | 83                  | … | 89                    |
| quatre-vingts    | quatre-vingt-un   | quatre-vingt-deux  | quatre-vingt-trois  | … | quatre-vingt-neuf     |
| 90               | 91                | 92                 | 93                  | … | 99                    |
| quatre-vingt-dix | quatre-vingt-onze | quatre-vingt-douze | quatre-vingt-treize | … | quatre-vingt-dix-neuf |

### Nationale und regionale Unterschiede
Abweichend davon werden in Belgien, in der Schweiz, in Teilen Frankreichs und im in Jersey gesprochenen Jèrriais die Zahlen 70 und 90 als septante und nonante bezeichnet. In diesen Gebieten wird abgesehen von Belgien auch 80 als huitante oder octante bezeichnet. In Belgien behält man für 80 die Bezeichnung quatre-vingt(s). Um Verwirrungen zu vermeiden, werden im französischsprachigen Raum beim Criée-Handel bzw. Parketthandel die Zahlnamen septante und nonante anstelle von soixante-dix und quatre-vingt-dix verwendet.

### Zahlen ab 100
Größere Zahlen werden im Prinzip wie im Deutschen gebildet.
| 100   | 101      | 102       | …          | 200         | 201          | 202            | … | 300         | 400          | …             |
| cent  | cent-un  | cent-deux | …          | deux-cents  | deux-cent-un | deux-cent-deux | … | trois-cents | quatre-cents | …             |
| 1.000 | 1.001    | …         | 2.000      | 3.000       | …            | 100.000        | … | 1.000.000   | …            | 1.000.000.000 |
| mille | mille-un | …         | deux-mille | trois-mille | …            | cent-mille     | … | un-million  | …            | un-milliard   |

### Mengenangaben
Nach Mengenangaben steht im Französischen „de“.
J'ai acheté un kilo de pommes. Il reste encore trois bouteilles d’eau.

#### Teilungsartikel
Der article partitif („Teilungsartikel“) dient zur Bezeichnung einer unbestimmten Menge. Er wird gebildet mit de + bestimmter Artikel. Dabei werden de + le zu „du“ und de + les zu „des“. De + l’ bleibt erhalten.
Beispiele:
- Je voudrais du fromage (entstanden aus de + le fromage) „Ich hätte gerne Käse“.
- Je voudrais de la bière „Ich hätte gerne Bier“.
- Je voudrais de l’eau minérale „Ich hätte gerne Mineralwasser“.
- Je voudrais des pommes (entstanden aus de + les pommes).

#### Zahlen
Hinter Zahlen steht weder de noch der Teilungsartikel:
- J'ai deux voitures. Trois mille habitants (mille „tausend“ erhält nie ein Plural-s).

Nach dem Substantiv „million“ steht de.
- Dans ce pays il y a dix millions de voitures.

### Details zu Grammatik und Aussprache
Zéro, cent, million und milliard gelten als Substantive und tragen normalerweise ein Plural-s, außer den Hundertern, wenn eine weitere Zahl folgt (deux-cent-un). Das Gleiche gilt bei quatre-vingts (quatre-vingt-un etc.). Mille wird nicht verändert, kann aber bei Datumsangaben zu mil verkürzt sein (mil-neuf-cent-cinquante, 1950).
Auf zéro folgende Substantive erhalten im Gegensatz zum Deutschen kein Plural-s: zéro point, null Punkte.
Bei Zusammensetzungen mit Zehnern wird vor weiblichen Substantiven une verwendet: vingt-et-une pages.
Das sonst übliche Auslassungszeichen entfällt bei Grundzahlen, die mit Vokal oder stummem h beginnen: le un, le huit.
Die Endkonsonanten der Grundzahlen werden ausgesprochen (six /sis/), außer es folgt ein Substantiv, das mit einem Konsonanten beginnt (six pages /si paʒ/).
Außerdem darf vor huit und onze nicht gebunden werden (les huit pages /le ɥi paʒ/).

## Grammatik der gesprochenen Sprache
Wenn man die französische Grammatik allein auf der Basis der gesprochenen Sprache ohne Rücksicht auf die Orthographie beschriebe, würde die Darstellung weiter Teile der Grammatik erheblich anders als gewohnt und oft auch deutlich einfacher ausfallen. Aus diesem Grund kann es auch zum Erlernen der Sprache sinnvoll sein, die Grammatik einmal aus diesem Blickwinkel zu betrachten. Es sollen hier nur zwei Teilbereiche exemplarisch vorgeführt werden.
Plural: Substantive zeigen in der Aussprache meistens keine spezielle Pluralform. Allerdings nehmen Substantive, die mit Vokal anlauten, ein Präfix /z-/ an, z. B.: /ɔm/ „Mann“, /zɔm/ „Männer“ (etwa in /lez‿ɔm/ „die Männer“, /dø zɔm/ „zwei Menschen“, /le bɔ̃z‿ɔm/ „die guten Männer“ etc.). In der traditionellen Beschreibung wird dieses /z/ vielmehr als normalerweise ungesprochener Teil des vorausgehenden Attributes gewertet, das aufgrund einer „Liaison“-Regel vor dem Substantiv lautend wird. Diese konträren Beschreibungsansätze sind deswegen beide möglich, weil im Französischen praktisch jedem Substantiv ein Attribut (Artikel etc.) vorangehen muss, und fast alle vor Plural vorkommenden Attribute auf geschriebenes -s enden. Nur in ganz wenigen Fällen ergeben sich Diskrepanzen, etwa bei dem Zahlwort /katrə/ „vier“, das in der Schrift nicht auf -s endet. „Vier Menschen“ heißt daher in korrektem Französisch /katʁ‿ɔm/, man hört aber in der Umgangssprache durchaus auch gemäß der hier gegebenen Regel /katzɔm/.
Als Konsequenz der hier vorgeführten Regel wäre weiter zu sagen, dass Adjektive im Normalfall gar keine Pluralform bilden; auch das Konzept der „Liaison“ kann bei dieser Betrachtungsweise weitgehend entfallen.
Unregelmäßige Verben im Indikativ Präsens: Bei konsequent von der Aussprache ausgehender Beschreibung würden sich die traditionell als unregelmäßig angesehenen Verben ziemlich weitgehend als regelmäßig beschreiben lassen. Für die Verben der Konjugationen auf -oir /-war/ und -re /-rə/ kann im Wesentlichen die Regel formuliert werden, dass dann, wenn der Stamm auf einen Konsonanten endet, dieser Konsonant im Singular des Indikativ Präsens entfällt. So heißt es von battre /batrə/ „schlagen“, Stamm /bat/, im Plural /bat-õ/ (1. pl.), /bat-e/ (2. pl.), /bat/ (3. pl.), im Singular (1., 2., 3. Person) aber nur /ba/ mit Fortfall des /t/.
Das Verb vouloir /vul-war/ „wollen“ lässt sich gut beschreiben, indem man einen Stamm /vøl/ ansetzt. Regelmäßig sind dann 1., 2., 3. sg. /vø/ (mit Fortfall des -l) sowie die 3. pl. /vœl/ (œ als automatische Variante von ø in geschlossener Silbe). Für die Formen mit Endung (1. pl. /vul-õ/, 2. pl. /vul-e/, sowie den Infinitiv) braucht man noch die Zusatzregel, dass /ø/ in unbetonter Stellung zu /u/ reduziert wird. Auch bei einem besonders unregelmäßigen Verb wie avoir /av-war/ „haben“ lassen sich als regelmäßig immerhin noch beschreiben die 2., 3. sg. /a/, 1. pl. /av-õ/ und die 2. pl. /av-e/; wirklich „unregelmäßig“ sind nur noch die 1. sg. /e/ (statt erwartetem */a/) und die 3. pl. /õ/ (statt erwartetem */av/).